# Carol Bensimon
Carolina Bensimon Cabral, más conocida como Carol Bensimon (Porto Alegre, 22 de agosto de 1982), é uma escritora y traductora brasileña. Actualmente reside en Mendocino, California.

## Biografía

### Formación académica
Ingresó a la carrera de Comunicación Social en la Universidad Federal de Rio Grande do Sul (UFRGS) en 2000, que completó en 2005. Un año después de graduarse, decidió dedicarse por completo a la literatura. Inició su maestría en Escritura Creativa en la PUC-RS en 2007, defendiendo la tesis "A Personagem Ausente na Narrativa Literária" al año siguiente, bajo la dirección de Luiz Antonio de Assis Brasil.

### Carrera literaria
Publicó cuentos y ensayos en las revistas piauí, Galileu, McSweeney's, Superinteressante, Ficções, Ficção de Polpa y Bravo!, así como en los periódicos Zero Hora, O Globo, Folha de S.Paulo y O Estado de S. Paulo. Su primer libro fue Pó de Parede (Não Editora, 2008), que reúne tres novelas.
En 2009, tras recibir una beca para fomentar la creación literaria de Funarte, escribió Sinuca embaixo d'água, publicada por la Companhia das Letras. El libro fue uno de los finalistas del Premio São Paulo de Literatura en la categoría "Autor debutante" y del Premio Jabuti 2010 en la categoría Romance.
Bensimon fue seleccionada en 2012 como una de las 20 mejores escritoras jóvenes por la revista británica Granta, "que indica los nombres que construirán el mapa de la literatura brasileña". En Brasil, la revista es publicada por el sello Alfaguara, perteneciente a la editorial Objetiva.
En 2013 publicó la novela Todos nós adorávamos caubóis. El libro se alinea con la tradición de la narrativa de carreteras y tiene una temática queer.
Su tercera novela, O Clube dos Jardineiros de Fumaça, fue escrita durante y después de la estancia de la autora en el condado de Mendocino, California, Estados Unidos. El libro tiene como telón de fondo el cultivo ilegal de cannabis en la región (la historia se desarrolla unos meses antes de la votación popular que decidió legalizar el cannabis en el estado de California, en noviembre de 2017). Atravesada por conflictos generacionales, la novela de Bensimon reflexiona sobre la guerra contra las drogas, la búsqueda de estilos de vida alternativos y observa cómo elementos que nacieron en la contracultura acaban incorporados al mainstream.
En septiembre de 2018, O Clube dos Jardineiros de Fumaça fue anunciado como finalista del Premio São Paulo de Literatura, en la categoría "Mejor Libro de Romance del Año". En noviembre del mismo año, el libro ganó el Premio Jabuti en la categoría Romance.

### Vida personal
Carol Bensimon dijo que cuando era niña quería ser detective y "siempre estuvo fascinada por historias". Comenzó a escribir en el ordenador en los años 1990, utilizando un editor de texto adaptado para niños, pero no fue hasta 2008, cuando se publicó su primer libro de cuentos, "Pó de parede", que se dio cuenta de que era posible ganarse la vida con literatura.
La familia materna de la escritora, los Sevi Bensimons, fueron expulsados de Egipto en 1957 por ser judíos (sefardíes) y llegaron a Brasil en barco, con una perspectiva de futuro incierta. Carol Bensimon dice que algún día le gustaría regresar al país de sus antepasados para "resolver el tema", lo que indica que el deseo de investigar aún está latente en ella.
Hija única de médicos, la escritora viajó con sus padres a Europa a principios de los años 1990, visitando el interior de Francia, Inglaterra e Italia. Dice que las ruinas, los lugares abandonados y los edificios antiguos que pueblan sus obras provienen de su contacto infantil con la arquitectura del Viejo Mundo.
Estudiante del Colégio João XXIII de Porto Alegre, en su último año en la institución fue seleccionada por una agencia de publicidad para realizar una pasantía (de hecho, una oportunidad de conocer los distintos departamentos de la empresa). Esto acabó por orientar su vida profesional a partir de entonces.
Carol Bensimon comenta que desde su adolescencia se ha sentido más atraída por las chicas que por los chicos, pero que nunca ha sido "muy militante". Dice que siempre se ha considerado bisexual, aunque ha tenido más relaciones con mujeres que con hombres a lo largo de su vida. Está legalmente casada con la traductora Melissa Fornari, a quien conoció a través de su exmarido, Diego Grando. Los tres todavía mantienen una relación amistosa.
Carol Bensimon y su esposa viven en Mendocino, un pequeño pueblo de alrededor de mil habitantes, pero que tiene un perfil progresista. La visa de residencia en Estados Unidos fue concedida a Carol por sus "extraordinarias habilidades". Respecto al futuro, la escritora declara:

Siento que encontré mi lugar, pero eso no significa que voy a vivir aquí para siempre. Cuando estuve en París, nunca imaginé vivir en una cabaña en medio del bosque, así que no sé lo que me deparará el futuro.

## Obras
Bensimon ha publicado las siguientes obras:
- Pó de parede (Não editora, 2008);
- Sinuca embaixo d'água (Companhia das Letras, 2009);
- Todos nós adorávamos caubóis (Companhia das Letras, 2013);
- Uma estranha na cidade (Dublinense, 2015);
- O Clube dos Jardineiros de Fumaça (Companhia das Letras, 2017);
- Diorama (Companhia das Letras, 2022);

### Obras publicadas en el extranjero
- Polvo de pared (Dakota Editora, 2013) - Edición argentina de Pó de parede;[22]
- Todos adorábamos a los cowboys (Continta Me Tienes, 2015) - Edición española de Todos nós adorávamos caubóis;[23]
- Un billar bajo el agua (Continta Me Tienes, 2016) - Edición española de Sinuca embaixo d'água (Companhia das Letras, 2009);[24]
- We all loved cowboys (Transit Books, 2018) - Edición estadounidense de Todos nós adorávamos caubóis[25]

## Premios
- O Clube dos Jardineiros de Fumaça - Premio Jabuti de Mejor Romance (2018)[26]